# Parfien Kisielew

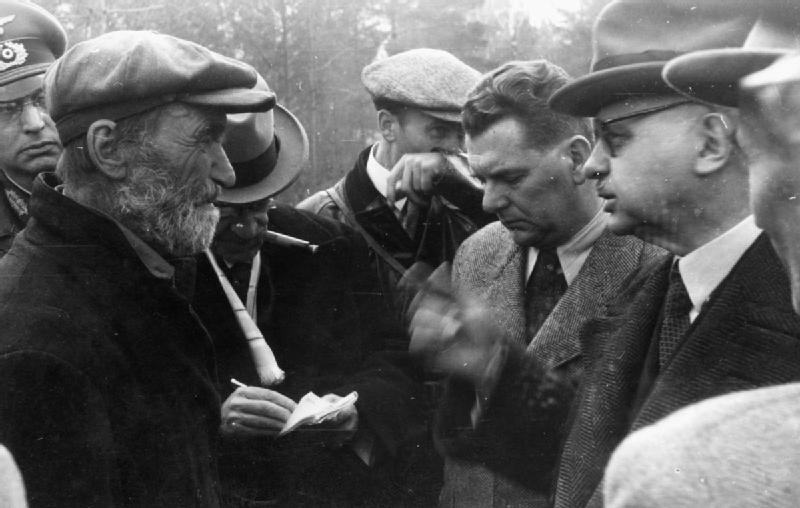
Ferenc Orsós w rozmowie z Parfienem Kisielewem

Parfien Gawriłowicz Kisielew (lub Parfemon Kisielow, niekiedy także Kozłow) (ros. Парфен Гаврилович Киселев, ur. 1870, zm. ?) – rosyjski chłop, jeden ze świadków zbrodni katyńskiej.

## Świadek zbrodni katyńskiej
Od 1907 roku mieszkał niedaleko Katynia. Był stróżem w daczy NKWD i mieszkał najbliżej miejsca egzekucji w Lesie Katyńskim (według danych Józefa Mackiewicza ok. 600 metrów od miejsca zakopania zwłok na uroczysku Kozie Góry). W marcu–kwietniu 1940 roku jako jedyny z rosyjskich świadków zbrodni słyszał odgłosy rozstrzeliwań polskich oficerów przez funkcjonariuszy radzieckich służb specjalnych. We wrześniu 1941 roku pracował jako palacz w niemieckim szpitalu wojskowym w Gniezdowie i opowiedział polskiemu robotnikowi przymusowemu, że latem 1940 roku NKWD woziło do Lasu Katyńskiego „polskich szpiegów”. W kwietniu 1942 roku poinformował o zbrodni na oficerach dziesięciu polskich robotników pracujących w okolicy w niemieckiej organizacji Todt. 17 lub 18 lutego 1943 roku wskazał Niemcom dokładne miejsce, gdzie znajdowały się masowe mogiły polskich oficerów, a 27 lutego 1943 roku złożył zeznanie, które zostało ujawnione przez radio niemieckie 13 kwietnia 1943 roku. Następnie występował jako świadek wobec przyjeżdżających na miejsce osób i komisji sprowadzonych przez Niemców. W czerwcu 1943 roku jego fotografia ukazała się na okładce francuskiej wersji czasopisma „Signal” (wraz z fotografią prof. François Naville’a). Obok Iwana Kriwoziercowa był jednym z głównych rosyjskich świadków zbrodni katyńskiej.

## Wymuszone zeznania złożone przed Komisją Burdenki
Po zajęciu okolic Katynia przez Armię Czerwoną we wrześniu 1943 roku został aresztowany przez NKWD wraz z synem i zmuszony do zmiany swoich wcześniejszych zeznań. W styczniu 1944 roku został jednym ze świadków radzieckiej tzw. Komisji Burdenki. Oświadczył wówczas, że Gestapo zmusiło go do złożenia zeznań, że to NKWD rozstrzelało polskich oficerów oraz że wskutek bicia stracił słuch i miał uszkodzone prawe ramię (obrażenia te mógł odnieść podczas wymuszania na nim zeznań przez NKWD). Kisielew złożył zeznania przed Komisją Burdenki, by uniknąć kary za współpracę z Niemcami; w efekcie sprawa karna przeciwko niemu i jego synowi została umorzona i obaj zostali zwolnieni z więzienia. Jego dalsze losy nie są znane (według niektórych źródeł „zaginął”).